# فيضة الرديفة
الرديفة منطقة عراقية وفيضة، في حوض وادي المهاري، بناحية الشبكة بقضاء النجف، بمحافظة النجف، بالبادية العراقية جنوب العراق، فيضة الرديفة شكلها بيضوي طولها 3 كيلومترات وعرضها كيلومتران، تربتها مزيجية غرينية،  تهبط إليها مياه المناطق المجاورة خلال رجلات، فيها عشب طبيعي كالشيح والرمث والزعتر والجيجلاوة والشعير البري فصارت مرعى للحيوانات ومستوطناً للرعاة في موسم الربيع، استفيد جزء من فيضة الرديفة لزراعة الحنطة، الأراضي المحيطة بها منخفضة 8 حتى 10 أمتار، البعد 10 كيلومترات بين الشبكة شمالاً والرديفة جنوباً.